# John Pius Boland
John Mary Pius Boland (16. září 1870, Dublin, Spojené království Velké Británie a Irska – 17. března 1958, Westminster, Londýn, Spojené království) byl irský politik a tenista, poslanec Dolní sněmovny britského parlamentu za South Kerry v letech 1900–1918 a člen Irish Parliamentary Party. 
Stal se dvojnásobným olympijským vítězem ve dvouhře i čtyřhře na prvních Letních olympijských hrách 1896 v Athénách.

## Životopis
Narodil se do rodiny dublinského pekaře Patricka Bolanda (1840–1877) a Mary Donnellyové. Ve 12 letech osiřel a dostal se spolu se svými šesti sourozenci do opatrovnictví strýce Nicholase Donnellyho, jenž ho učil hrát tenis, kriket i ragby. Boland vystudoval dvě soukromé katolické školy, jednu irskou – Catholic University School v Dublinu, druhou anglickou – The Oratory School v Birminghamu, a jeho život a rozvoj byl silně ovlivněn Johnem Henrym Newmanem, pozdějším kardinálem. Středoškolské vzdělání na dvou školách obou stran Irského moře mu dalo základní povědomí o tehdejší politické praxi a zároveň mu umožnilo porozumět jí natolik, aby mohl hrát vlivnou roli v politice Velké Británie a Irska na začátku 20. století. Boland poté studoval právo na Christ Church v Oxfordu a také navštěvoval Rheinische Friedrich-Wilhelms Universität v Bonnu, kde byl členem K.D.St.V. Bavaria Bonn, studentského bratrství, které bylo členem Cartellverband der katholischen deutschen Studentenverbindungen.

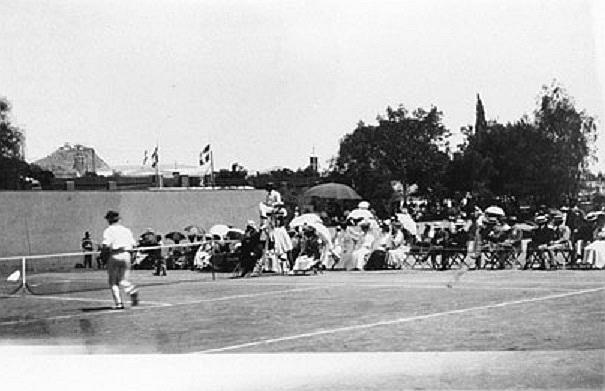
Tenisové finále Athény 1896, zápas Boland-Kasdaglis

### Úspěch na prvních olympijských hrách
Boland byl prvním tenisovým olympijským vítězem na první moderní olympiádě v Athénách roku 1896, kde reprezentoval Spojené království Velké Británie a Irska. Do Athén přijel na pozvání svého známého Thrasyvoula Manose cestou přes Mnichov, Vídeň, Štýrský Hradec, Terst a řecké město Patra. Manos, který byl člen pořadatelského výboru, přihlásil Bolanda do tenisového turnaje. Boland, jenž tehdy neměl žádné zkušenosti z mezinárodních soutěží, vyhrál turnaj ve dvouhře, když porazil Friedricha Trauna z Německa v prvním kole, Evangela Rallise z Řecka ve druhém, Konstantina Paspatise z Řecka v semifinále a Řeka Dionysia Kasdaglise ve finále. Boland pak zvítězil i ve čtyřhře společně s Traunem, německým běžcem, kterého porazil v prvním kole dvouhry. Porazili Řeky Aristidise a Konstantina Akratopoulosovi v prvním kole, v semifinále měli volný los a ve finále porazili pár Demetrios Petrokokkinos, Dionysios Kasdaglis.

### Politická kariéra
Po své návštěvě Kerry se začal angažovat ve věci gramotnosti původních irských obyvatel a také se živě zajímal o irský jazyk. Jeho vlastenecké postoje byly dobře přijaty v irských nacionalistických kruzích, což mu spolu s jeho přátelstvím k politikovi Johnu Redmondovi přineslo nabídku kandidovat za Irskou parlamentní stranu v South Kerry.  
Boland pak zastával post poslance Dolní sněmovny v letech 1900 až 1918.
Byl generálním sekretářem Catholic Truth Society (1926–1947) a členem zakladatelského výboru National University of Ireland. Kromě toho obdržel Řád svatého Řehoře Velikého jako odměnu za své zásluhy při vzdělávání obyvatelstva, a v roce 1950 mu National University of Ireland udělila čestný doktorát práv.

### Osobní život
22. října 1902 se oženil s Eileen Moloneyovou (1876–1937), dcerou australského lékaře. Měl s ní syna a pět dcer; jeho dcera Honor Crowley byla členkou Dáil Éireann za South Kerry od roku 1945 do roku 1966, kdy zemřela. Další dcera Bridget Bolandová byla dramatičkou.

### Smrt
John Boland zemřel ve svém domě v Londýně na Den svatého Patrika v roce 1958.